# Tōjō Natsu
Tōjō Natsu (東條 なつ 19 tháng 8 năm 1999 –) là một nữ diễn viên khiêu dâm người Nhật Bản. Cô thuộc về công ti LINX.

## Sự nghiệp
Tháng 2/2020, cô ra mắt ngành phim khiêu dâm với tư cách là nữ diễn viên độc quyền từ nhãn phim "FALENOstar" của hãng phát hành FALENO.
Tháng 4/2020, đĩa DVD hình ảnh đầu tiên của cô được phát hành, và sau đó là sách ảnh đầu tiên vào tháng 8 cùng năm.
25/11/2020, cô đã thông báo trên trang Twitter chính thức rằng cô sẽ rời hợp đồng độc quyền và trở thành nữ diễn viên tự do.。
27/11/2020, cô lần đầu biểu diễn trực tiếp trên sân khấu và đã hát một bài J-POP tại sự kiện "LADY MADONNA-phiên bản mở rộng～I saw her standing there～Lúc đó trái tim tôi đã bị đánh cắp～" (LADY MADONNA-拡大版-I saw her standing there～その時ハートは盗まれた～) tổ chức tại CLUB-CHITTA Kawasaki.
Tháng 9/2021, cô được chỉ định làm nữ diễn viên đại diện cho chiến dịch Triple HAPPY 2021 của FANZA.
Tháng 2/2022, cô được chỉ định làm nữ diễn viên đại diện cho chiến dịch Sexy Sweets Campaign 2022 của FANZA.

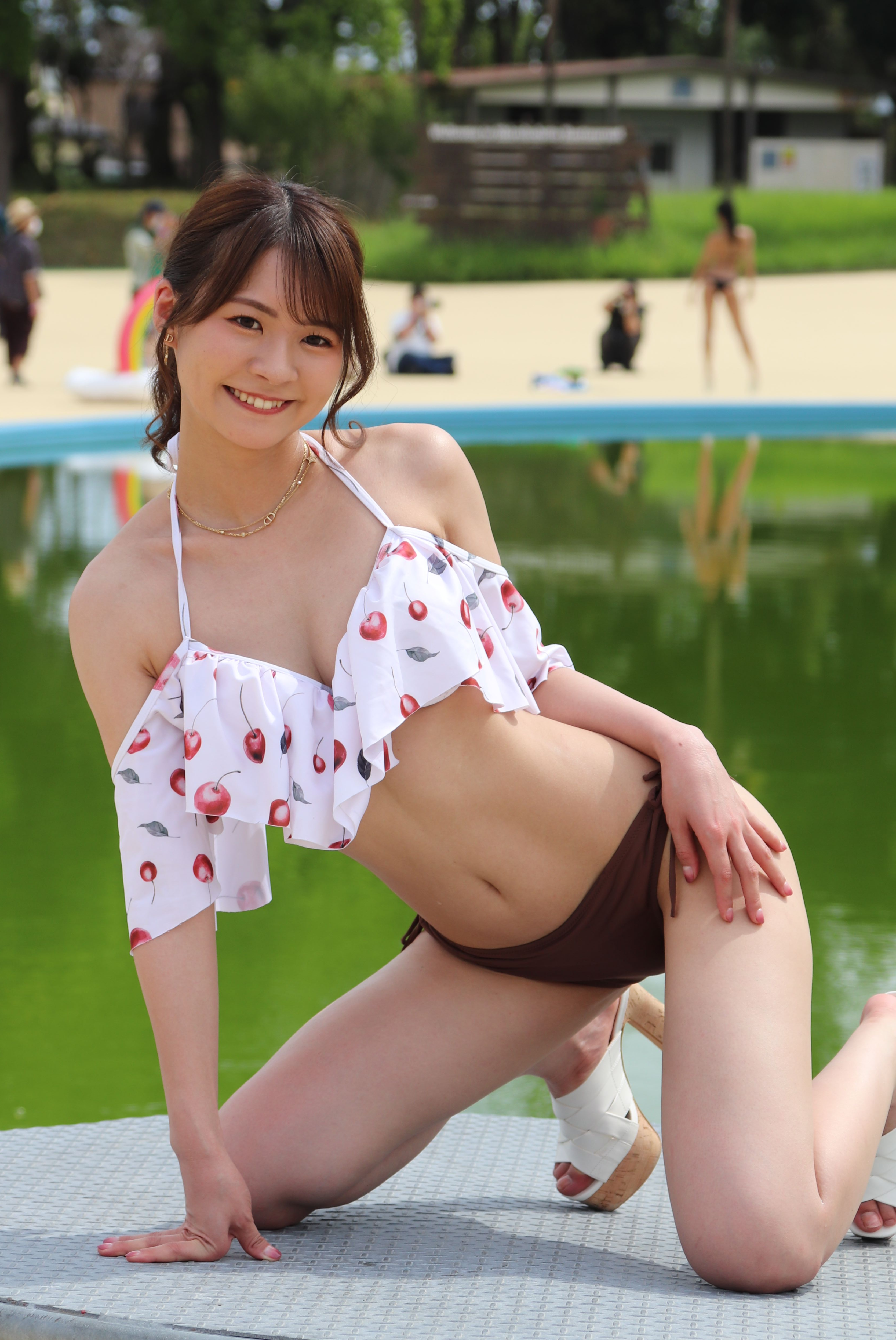
Natsu tại Lễ hội áo tắm Kindai Mahjong (tháng 9/2022)

Trong bảng xếp hạng sàn video FANZA hàng tuần ngày 27/6/2022, phim của cô "Hoi Hoi Panchi 12 người nghiệp dư Hoi Hoi Z・Chụp ảnh riêng tư・Ứng dụng hẹn hò・Hamedori・Mạng xã hội・Tài khoản riêng tư・Gương mặt・Ngực đẹp・Se khít và sạch・Xinh đẹp・Thon gọn・Say nhẹ・Ham muốn tình dục mãnh liệt・SEX tình nguyện・Quái vật ham muốn" (ホイホイぱんち 12 素人ホイホイZ・個人撮影・マッチングアプリ・ハメ撮り・素人・SNS・裏アカ・顔射・美乳・清楚・美人・スレンダー・ほろ酔い・性欲が強い・ご奉仕SEX・性欲モンスター) đã xếp thứ nhất. Cô cũng đã xếp thứ 8 trong bảng xếp hạng nữ diễn viên khiêu dâm nửa đầu năm 2022 của FANZA. 2/9/2022, cô được chỉ định làm nữ diễn viên quảng cáo cho "Chiến dịch Triple HAPPY 2022" của HHH Group. Trong cùng tháng, cô cũng đã tham gia trình diễn thời trang cho nhãn hiệu đồ lót "sugar".
1/12/2022, cô đã tham gia "Buổi thử giọng diễn viên lồng tiếng cho nhận vật Crimson Youma Taisen mới" của DMM GAMES.
Tháng 11/2022, cô xếp thứ 1 trong bảng xếp hạng nữ diễn viên khiêu dâm hàng tháng trên sàn cho thuê FANZA. Cô cũng đã xếp thử nhất trong bảng xếp hạng tháng 12.
Tại sự kiện Giáng sinh vào ngày 24/12/2022, cô được thông báo chỉ định làm MC cho chương trình "Kira☆Suma Nacchan" sẽ được phát sóng từ năm 2023. Cô đã xếp thứ 6 trong bảng xếp hạng nữ diễn viên khiêu dâm hàng năm năm 2022 của FANZA.
Bắt đầu từ phim phát hành vào ngày 28/3/2023, cô đã trở thành nữ diễn viên độc quyền của Honnaka.
Tháng 5/2023, cô xếp thứ 28 trong bảng "bầu cử nữ diễn viên phim khiêu dâm SEXY đang hoạt động 2023" của Asahi Geinō.
3/7/2023, phim tổng hợp của cô "【Túi may mắn】S-Cute chỉ có những cô gái xinh đẹp 15 phim không cắt 38 tiếng bản ghi!"(【福袋】S-Cute 可愛い子だけ15作品をノーカット収録38時間!) phát hành tháng 12/2022 đã xếp thứ nhất trên bảng xếp hạng sàn video FANZA hàng tuần. Phim cũng đã trở lại vị trí thứ 3 trên bảng xếp hạng sàn video FANZA tuần ngày 7/8.
Ngày 31/8, cô thông báo sẽ tạm nghỉ việc nữ diễn viên khiêu dâm. Cô vẫn sẽ tham gia các sự kiện trực tuyến, v.v. Cô cũng có kế hoạch trở lại ngành phim khiêu dâm "khi hoa anh đào nở".
Trên tạp chí "Asahi Geinō" của Tokuma Shoten số đặc biệt ngày 23/11/2023 có đăng ảnh áo tắm mới của cô, trong đó cô để tóc wolf-cut và nở nụ cười kèm dòng chữ "Bạn sẽ làm gì trước sự khêu gợi này!?".

## Đời tư
Cô được sinh ra tại tỉnh Tochigi. Lần đầu cô quan hệ tình dục là vào năm đầu cấp hai cùng với một người bạn cùng lớp tại nhà của bạn ấy. Biệt danh các bạn học nam đặt cho cô là "Unchoco". Cái tên này bắt nguồn từ việc cô đem sô cô la đã chảy đi tặng trong ngày Valentine. Cô đã lần đầu thủ dâm tại một buổi chụp ảnh. Cô cũng là một người hảo ngọt.
Cô trước đây đã luôn rất tò mò và quan tâm đến ngành phim khiêu dâm, và mặc dù cô đã coi ngành này là xa vời như trong trí tưởng tượng, cô đã quyết định dấn thân và trở thành một nữ dễn viên khiêu dâm.
Cô được khen ngợi nhờ tính cách thần tượng của mình, và sau đó cô đã tự tổ chức một chương trình truyền hình gặp gỡ những người muốn trở thành thần tượng, tuy nhiên kể từ khi học cấp hai, những người bạn gái của cô đã nói rằng cô "lười và không lập kế hoạch tốt", và khi học đại học, cô thường không được mời đến các bữa tiệc giao lưu cùng người lạ vì suy nghĩ "Khi hè đến, tất cả các bạn nam sẽ mang họ đi hết" của cô. Cô cũng đôi khi nhận được các cảnh báo có phần vô lí như khi cô học năm ba cấp hai, giáo viên chủ nhiệm đã nói với cô rằng "Em có thể đang không nghĩ gì cả, nhưng các bạn nam sẽ điên đảo vì nụ cười ấy nên đừng làm họ bối rối. Sắp thi đầu vào rồi." Cô đã không thể ngừng mỉm cười ngay cả khi đóng các phim với chủ đề dâm dục, tuy nhiên điều này lại được đạo diễn và người hâm mộ đón nhận, và cô đã nói rằng "Tôi nhận ra một lần nữa nụ cười là một vũ khí. Cùng với khả năng quyến rũ, nó là món quà đến từ tạo hóa."
Cô đã nghĩ đến nghỉ việc khi hợp đồng độc quyền với FALENO (1 năm) kết thúc, tuy nhiên sau khi người quản lí của cô nói rằng "Tôi muốn thấy những điều mới sẽ đến với bạn" cô đã lựa chọn tiếp tục hoạt động với tư cách là nữ diễn viên tự do. Trong số phát hành tháng 9/2021 của tạp chí Playboy hàng tuần đã có những lời khen cho cô về vẻ ngoài nữ tính, thân hình ảnh mai và độ nhạy bén vượt trội, và cô đã được chọn là 1 trong 19 nữ diễn viên khiêu dâm thuần khiết thế hệ mới.
Sau khi ra mắt ngành phim khiêu dâm, cô bắt đầu có hứng thú hòa nhập với ngành và đóng phim. Tuy nhiên, đối với các vai diễn bị sỉ nhục hay các câu chuyện netorare (ngoại tình), cảm xúc cô có thể trở nên quá sâu sắc và để lại một nỗi buồn và cô không thể giải tỏa. Nam diễn viên Matsumoto Yōichi đã bình luận về những ấn tượng của anh với cô, nói rằng "Nụ cười cô ấy là quyến rũ nhất", "Ngoài ra, tư thế karami (tư thế gói quà) của cô rất gợi cảm" và "Cô ấy là một nữ diễn viên mà tôi muốn được làm việc cùng một lần nữa".

### Sở thích & Kĩ năng đặc biệt
Sở thích & Kĩ năng đặc biệt của cô là chơi nhạc cụ, viết thư pháp, hát karaoke và trượt ván trên tuyết.
Đối với nhạc cụ, cô bắt đầu đam mê vĩ cầm sau khi xem Nodame Cantabile và đã tham gia một dàn giao hưởng thiếu niên. Cô cũng có kinh nghiệm chơi dương cầm và clarinet.